# Parafia św. Jana Chrzciciela i św. Mikołaja w Nysie

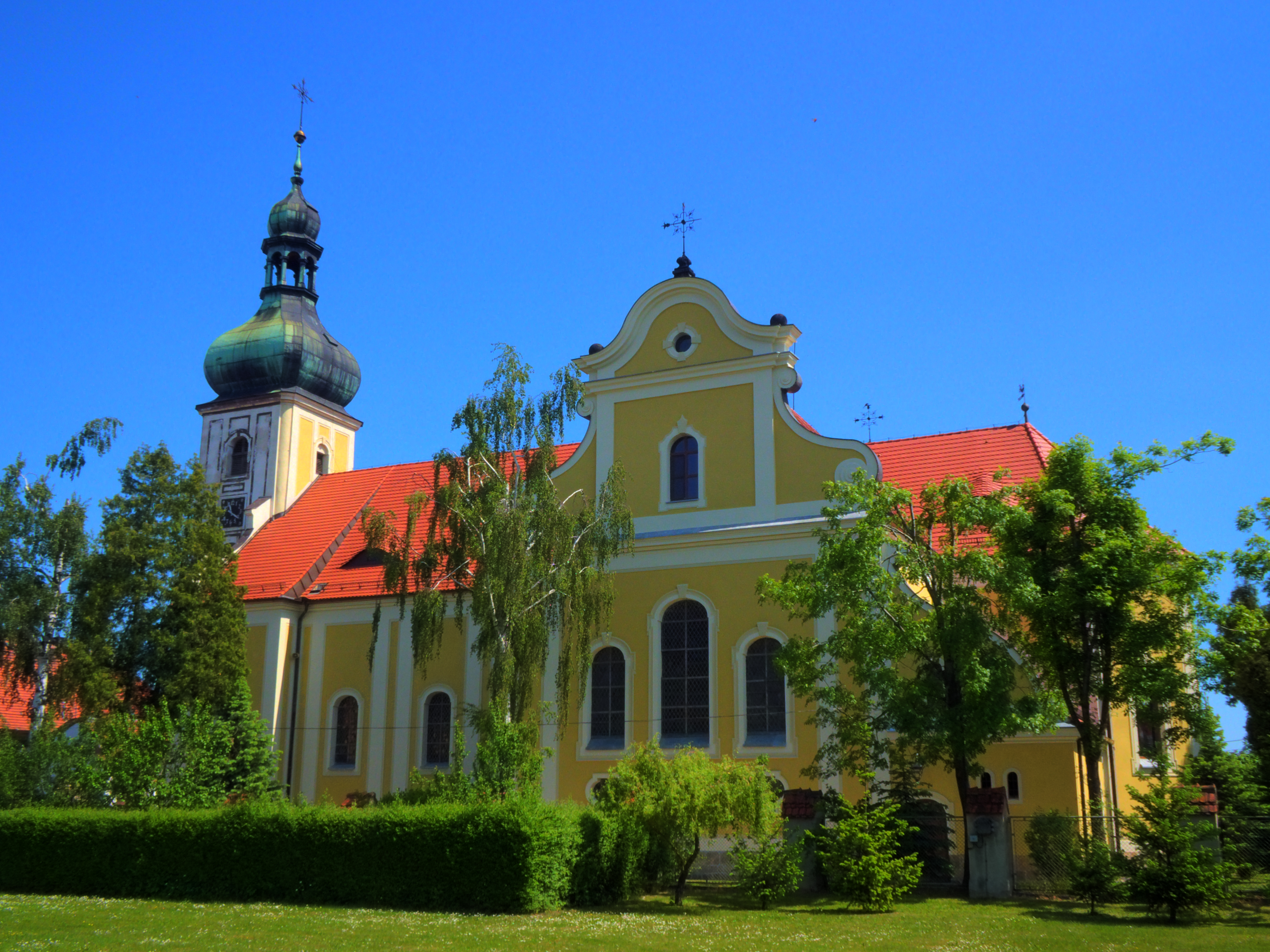
Kościół św. Jana Chrzciciela i św. Mikołaja w Nysie

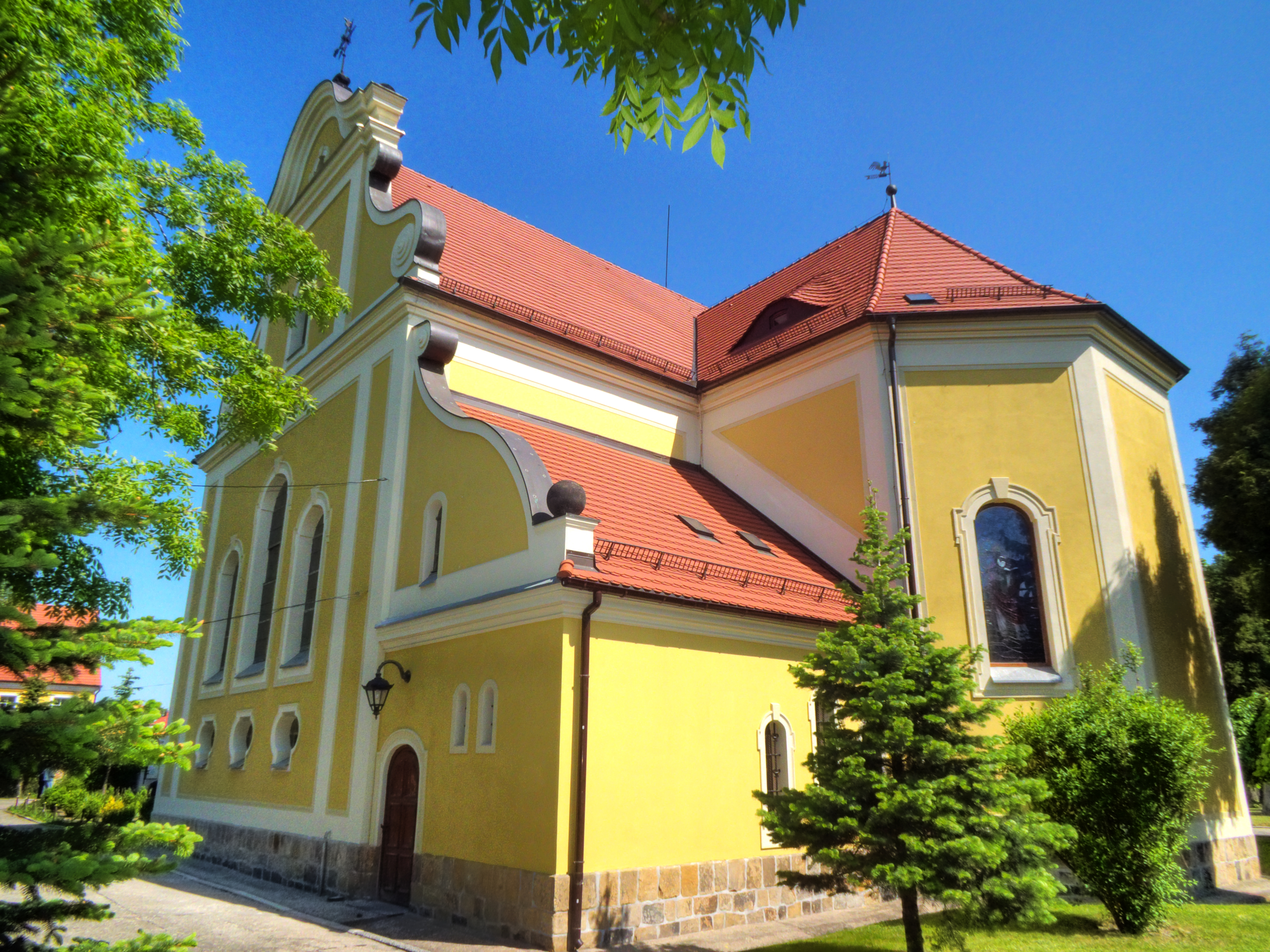
Kościół św. Jana Chrzciciela i św. Mikołaja w Nysie

Parafia św. Jana Chrzciciela i św. Mikołaja w Nysie – rzymskokatolicka parafia położona w metropolii katowickiej, diecezji opolskiej, w dekanacie nyskim.

## Charakterystyka
Parafia św. Jana Chrzciciela i św. Mikołaja w Nysie obejmuje swoim zasięgiem południową część miasta, ulice: Baligrodzka, Borelowskiego, Chłopickiego, Damrota, Gdańska, Głuchołaska, Karpacka, Konarskiego, Korczaka, Kossaka, Krawiecka, Kusocińskiego, Morcinka, Nowowiejska, Piłsudskiego, Podolska, Prusa (numery 27 i 27a), Reymonta, Sandomierska, Sanocka, ks. P. Skargi, Strzelców Bytomskich, Szczecińska, ks. P. Ściegiennego, Świętojańska, Traugutta, Zawiszy Czarnego oraz dwie wsie: Konradową i Podkamień.

## Historia parafii
Stare Miasto w Nysie jest po raz pierwszy wzmiankowane w źródłach już w 1223 roku. Posiadało one w 1237 r. własne prawa i osobnego wójta. Pierwsze dokumenty historyczne na temat kościoła i parafii św. Jana Chrzciciela i św. Mikołaja pochodzą z 1285 r. Istniał on w pobliżu kaplicy BMV in Rosis. W latach 1477–1650 kościół pełnił funkcję kolegiaty, którą przeniesiono tu z Otmuchowa.
Po zakończeniu II wojny światowej parafia wraz z Nysą została włączona w granice państwa polskiego oraz nowo utworzonej diecezji opolskiej. 

## Kościoły
Główną świątynią na terenie parafii jest kościół pw. św. Jana Chrzciciela i św. Mikołaja. Obecna budowla pochodzi z okresu baroku i została wybudowana w 1770 r. Powiększano ją w 1900 r.
Ponadto istnieje kościół filialny w Konradowej. Funkcję tę spełnia kaplica, powstała w 1940 r. z inicjatywy lokalnych mieszkańców.